# 洛要県
洛要県（らくよう-けん）は中華人民共和国江蘇省にかつて存在した県。現在の連雲港市の一部に相当する。
南北朝時代、梁により僑置された高密県を前身とする。東魏により洛要県と改称された。隋朝が成立するとまもなく廃止されている。